# Сімон Амін
Сімон Александер Амін (швед. Simon Alexander Amin / араб. سيمون الكساندر أمين; нар. 13 листопада 1997, Еребру, Швеція) — сирійський та шведський футболіст, півзахисник «Треллеборга». Народився в Швеції, але на міжнародному рівні представляє Сирію.

## Клубна кар'єра
Амін виріс у Галльсберзі, футбольну кар'єру розпочав у місцевому в «ІФК Галльсберг». У 13-річному віці Амін перейшов у «Карлсундс» з Еребру. У 17-річному віці переведений до команди А, а в 2017 році став основним гравцем команди «Карлсундс» у Дивізіоні 1.
27 грудня 2017 року Амін перейшов в «Еребру», з яким підписав 3-річний контракт. 2 квітня 2018 року Амін дебютував в Аллсвенскані в нічийному (0:0) матчі проти «ГІФ Сундсвалль», в якому був замінений на 79-й хвилині. У січні 2021 року Амін перейшов у «Треллеборг», з яким підписав 2-річний контракт з опцією продовження ще на 1 рік.

## Кар'єра в збірній
Народився в Швеції в родині асирійських емігрантів. 5 червня 2021 року отримав виклик до національної збірної Сирії на кваліфікацію чемпіонату світу 2022 року.